# 대전둔곡중학교
대전둔곡중학교(大田屯谷中學校)는 대한민국 대전광역시 유성구에 있는 공립 중학교이다.

## 학교 연혁
- 2024년 9월 1일 : 개교

## 같이 보기
- 대전둔곡초등학교